# M'Clure Strait
De M'Clure Strait of McClure Strait is een zeestraat aan de rand van de Northwest Territories in Canada. Het vormt het noordwestelijke uiteinde van het Parrykanaal, dat zich oostwaarts uitstrekt tot aan de Baffinbaai en dus een mogelijke route is voor de Noordwestelijke Doorvaart. De zeestraat is vernoemd naar Robert McClure, een Ierse poolreiziger die bij de Royal Navy diende. Hij was de eerste man die de Noordwestelijke Doorvaart (per boot en slee) doorkruiste.
De zeestraat verbindt de Beaufortzee in het westen met Viscount Melville Sound in het oosten. Na de Viscount Melville Sound bestaat het Parrykanaal nog uit de Straat Barrow en de Lancasterzeestraat. De zeestraat wordt begrensd door Prins Patrickeiland, Eglintoneiland en Melville-eiland in het noorden en Bankseiland in het zuiden. 
In de overgang van de M'Clure Strait naar de Viscount Melville Sound bevindt zich een naar het zuidwesten gaande zeestraat, de Prince of Wales Strait, die een alternatieve verbinding vormt richting de Golf van Amundsen en de Beaufortzee.

## Geschiedenis
Omdat de zeestraat chronisch geblokkeerd is door dik ijs, is deze meestal onbegaanbaar voor schepen. Zo moest in 1969 de in de Verenigde Staten geregistreerde tanker SS Manhattan door een Canadese ijsbreker van het ijs bevrijd worden en gedwongen door de Canadese territoriale wateren te reizen om de westelijke doorgang te voltooien. IJs verhinderde dat Manhattan door de M'Clure Strait kon, dus voer het schip door de Prince of Wales Strait. Er is een geschil tussen Canada en de Verenigde Staten over de wateren van de Arctische eilanden, behalve die binnen 19 kilometer van de kust.
De M'Clure Strait werd begin augustus 2007 volledig open (ijsvrij) en opnieuw in augustus 2008. Het Europees Ruimteagentschap meldde dat de noordwestelijke doorgang van de Noordpool volledig zee-ijsvrij was, waardoor een verkeersroute vrijkwam door het noordelijke deel van de zee in de historisch onbegaanbare route tussen Europa en Azië.
Op 29 augustus 2012 om 15.33 uur was de speciaal gebouwde Polar Bound onder bevel van David Scott Cowper met Jane Maufe als bemanning het eerste privéjacht dat door de zeestraat voer. Kort daarna werd de Hallberg-Rassy-zeilboot Belzebub II, met drie matrozen aan boord, de eerste zeilboot die de route aflegde.

## Geologie
De M'Clure Strait ligt in de M'Clure Rift, die het westelijke uiteinde van de Parry Submarine Rift Valley vormt. Het wordt beschouwd als een beginnende kloofzone omdat er weinig tektonisme heeft plaatsgevonden en er geen oceanische korst in het midden van de zeestraat voorkomt.

## Flora en fauna
De zeestraat ligt in de mariene ecoregio Beaufort-Amundsen-Viscount Melville-Koningin Maud.